# 라디오 모자

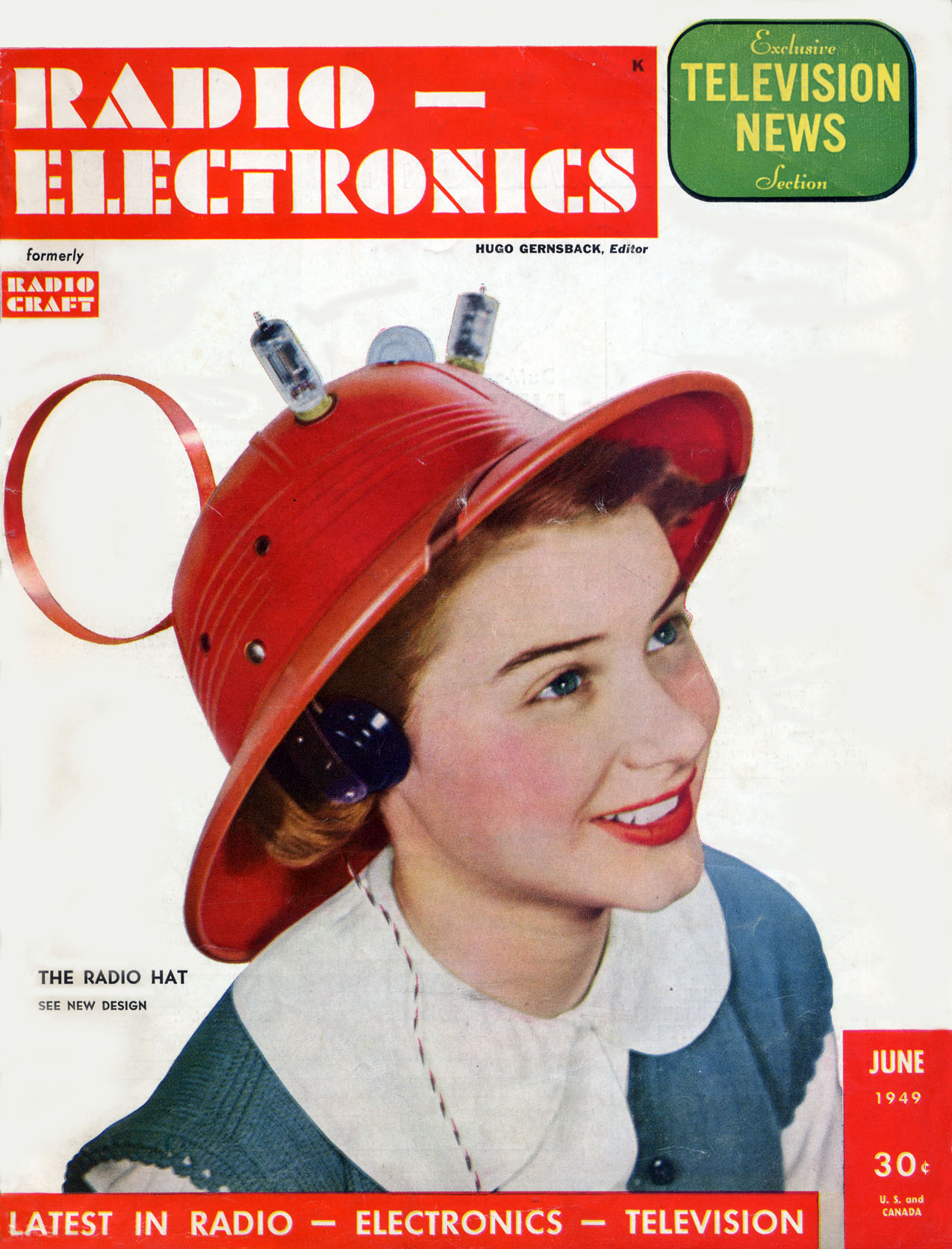
《라디오-일렉트로닉스》의 1949년 6월호 표지에 소개된 "화성인 라디오 모자". 모델은 당시 15세이었던 호프 랭

라디오 모자는 피스 헬멧에 라디오 수신기를 달아 만든 장치이다. 가까운 라디오 전송국에서 32 km 반경 이내 어디서든 사용할 수 있었다. 1949년 초 '화성인 라디오 모자'(Man-from-Mars Radio Hat)라는 이름으로 $7.95에 시판되었다." 성공적인 광고 덕분에 라디오 모자는 미국 전역에서 팔려나갔다.
라디오 모자의 제조사는 아메리칸 메리-레이 코포레이션 오브 브루클린 뉴욕(American Merri-Lei Corporation of Brooklyn N.Y)으로 파티용 모자, 소음을 내는 도구와 같은 별난 제품들을 만들고 있었다. 창립자 빅토르 호플릭은 고등학교에 다니던 1914년 하와이식 화환인 레이를 종이로 만드는 기계를 고안하였고, 1949년 당시에는 종이 레이를 매년 몇 백만개씩 하와이에 팔았다. 발명가이자 새로운 것을 유달리 좋아했던 호플릭은 계속하여 종이로 만들 수 있는 새로운 물건들을 고안해냈다.
건전지로 작동되는 라디오는 이미 여러해 전에 나와 있었지만, 호플릭은 디자인을 새롭게 하고 광고를 잘 하면 성공할 수 있으리라고 생각했다. 최초의 트랜지스터 라디오는 1947년에 발명되었다. 당시 트랜지스터는 갖 개발되어 여전히 연구소에서나 호기심에 다루던 매우 비싼 부품이었다. 그래서 라디오 모자의 라디오는 진공관 증폭 회로로 이루어진 라디오를 사용하였다. 호플릭은 진공관을 디자인의 핵심 이미지로 이용하였다. 원형 안테나 역시 모자 밖으로 돋보이게 달렸다. 모자는 빨강, 탕헤르 오렌지, 플라밍고, 카나리아 옐로우, 황록색, 연분홍, 진분홍, 황갈색의 여덟 색으로 제작되었다.

## 홍보

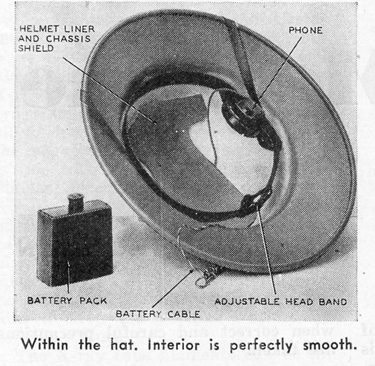
라디오 모자의 내부. 양쪽으로 헤드폰이 달려 있다.

1949년 3월 빅토르 호플릭은 "화성인 라디오 모자"의 언론 시사회를 가졌다. 호플릭은 사진이 이야깃거리를 만든다는 사실을 잘 알고 있었고, 서너명의 십대 모델에게 라디오 모자를 씌워 사진기자들이 촬영할 수 있도록 하였다. 언론은 새로운 볼 거리를 미국 전역에 전하였다. 그 중에는 모자를 쓴 어린 여성의 사진이 실린 기사가 특히 두드러졌다. 잡지들은 앞다투어 이 사진을 표지로 사용하였다. 전자제품 관련 전문 잡지였던 《파퓰러 메카닉스》, 《파퓰러 사이언스》,  《메카닉스 일러스트레이티드》, 《라디오-일렉트로닉스》등이 표지로 사용한 것은 물론이고, 《라이프》, 《타임》와 같은 기성 잡지와 《뉴스위크》, 《뉴요커》에서도 표지로 사용하였다.
라디오 모자는 백화점 또는 우편 주문을 통해 판매되었다. 캘리포니아의 소매점 체인이었던 반 누이스는 일정량 이상의 휘발유를 구매하는 고객에게 사은품으로 주었다. 라디오 모자는 1950년대 초반에 선풍적인 인기를 누리며 정점을 찍었고, 1956년까지도 여전히 생산되었다.
《라디오-일렉트로닉스》의 편집인 휴고 건스백은 라디오 모자에 남다른 인상을 받았고 1949년 6월호에 2 쪽에 걸쳐 라디오의 회로도를 포함한 관련 기사를 실었다. 잡지의 표지는 당시 15세였던 호프 랭이 빨간 라디오 모자를 쓴 사진이 사용되었다. 호프 랭은 그 뒤 영화와 텔레비젼의 배우로 활약하였다.

## 라디오

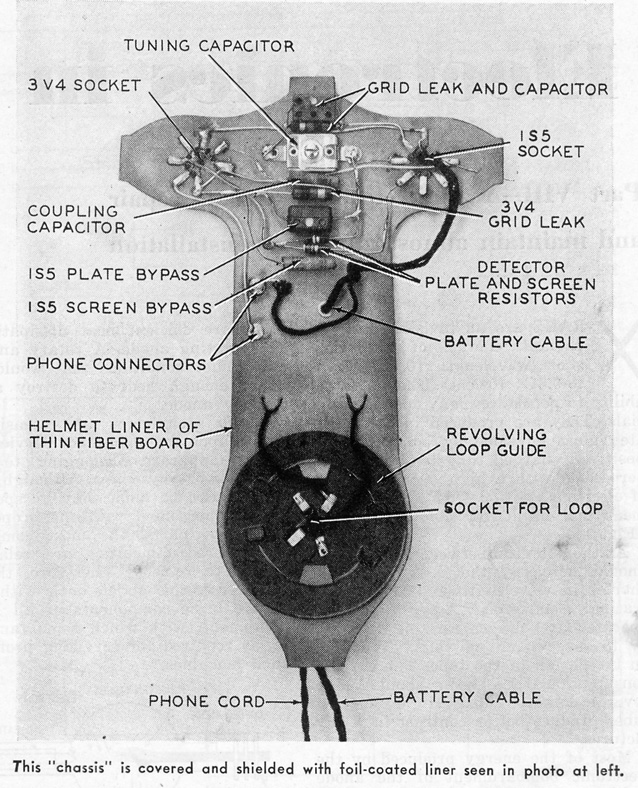
라디오 모자의 회로는 유연한 전선을 사용하여 모자 내부에 장착되었다.

라디오 모자의 진공관은 캐소드로 6 또는 12 볼트 용량의 필라멘트를 사용하고 애노드로는 100 내지 300 V를 공급하였다. 제2차 세계대전 기간 동안 일어난 공급 확대로 당시 라디오용 진공관은 매우 싼 가격에 판매되었다. 전원으로는 1.5 V의 가동 전압과 함께 진공관에 전력을 공급하기 위한 22.5 V의 별도 전압을 함께 공급하는 건전지를 사용하였다. 이러한 방식의 전원은 사용상의 안전을 고려하여 당시 일반적으로 쓰이던 것이었다. 건전지는 20시간을 연속으로 사용할 수 있었다.
라디오는 540 kHz에서 1600 kHz사이의 AM 방송을 청취할 수 있었고 주파수를 바꿀 수 있는 튜너는 진공관 사이에 달렸다. 당시 가정용 진공관 라디오는 수신 품질의 향상을 위해 보통 5 - 6개의 진공관이 달려 있었다.

## 회로 구성

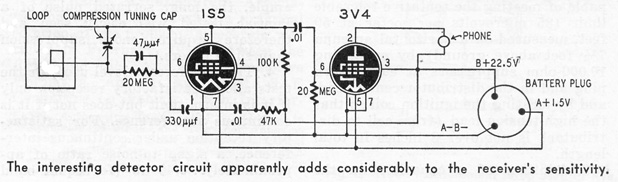
1S5 진공관이 라디오 신호를 음성 신호로 변환하고 3V4 진공관이 이를 증폭하여 헤드폰으로 보낸다.

1S5 진공관이 재생 회로 역할을 한다. 1S5 진공관에서 재생된 음성 신호는 저항-커플러 회로를 통해 3V4 진공관에 전달되고, 3V4 진공관은 이를 증폭하여 헤드폰으로 보내 소리를 만든다. 라디오 모자는 이론상으로 송신 안테나에서 32 km 반경까지 사용가능했지만, 두 진공관이 만들어내는 기생 성분 때문에 감도가 좋지는 않았고, 안테나 역시 원형으로 제작되어 지향성이 있었기 때문에 라디오 송신국의 방향에 따라 수신 품질이 오르락 내리락 하였다. 머리에 쓰고 다니는 라디오라는 발상을 빼면 일반적인 라디오에 비해 품질은 떨어졌다.